# Yavapais
Pour la langue, voir Yavapai.
Les Yavapais sont un peuple amérindien de l'Arizona. Ils se répartissent en quatre groupes : les Kewevkapayas au sud-est, les Wipukpayas au nord-est, les Tolkepayes à l'ouest et les Yavepes dans le centre.
À l'origine, leur territoire s'étendait entre les montagnes Mazatzal (en) et Pinaleno (en) à l'est jusqu'au voisinage du fleuve Colorado à l'ouest et les rivières Santa Maria (en) et Bill Williams au nord jusqu'à la rivière Gila au sud. Ils vivent désormais dans trois réserves indiennes : Fort McDowell, Camp Verde et Yavapai.